# Післяпологові ускладнення
Післяпологові ускладнення (також розлади[джерело?], англ. Postpartum disorder) — захворювання чи стани, що проявляються в післяпологовому періоді. ВООЗ описує післяпологовий період як найбільш критичний і водночас найбільш занедбаний етап у житті матерів і немовлят. Більшість смертей матерів і новонароджених припадає на післяпологовий період.
Післяпологовий період можна розділити на три стадії: початкова (гостра) фаза, 6-12 годин після пологів; підгострий період (від 2 до 6 тижнів), і затягнутий (може тривати до 6 місяців). У підгострому післяпологовому періоді від 87 % до 94 % жінок повідомляють про принаймні одну проблему зі здоров'ям. Тривалі проблеми зі здоров'ям (зберігаються після відкладеного післяпологового періоду) повідомляють 31 % жінок.

## Ускладнення вагітності
Захворювання, спричиненні вагітністю, можуть ускладнювати пологи та провокувати післяпологові ускладнення.
- Абдомінальна вагітність[en]
- Акушерська кровотеча
- Акушерська фістула
- Анемія
- Блювота вагітності[en]
- Викидень
- Відшарування плаценти[en]
- Гестаційний пемфігоїд[en]
- Гестаційний цукровий діабет
- Гестоз
- Гіпертонія вагітності[en]
- Гіперкоагуляція вагітності[en]
- Гіпотиреоз
- Гострий жировий гепатоз вагітності[en]
- Дугоподібна матка[en]
- Емболія навколоплідними водами[en]
- Епілептичний приступ
- Завмерла вагітність
- Запізнілі пологи[en]
- Затримка розвитку плоду[en]
- Істміко-цервікальна недостатність
- Молярна вагітність[en]
- Тромбоз глибоких вен та легенева тромбоемболія
- Передлежання плаценти
- Передчасний розрив плодових оболонок[en]
- Передчасні пологи
- Перинатальна кардіоміопатія[en]
- Перинатальні інфекції
- Периферійний неврит вагітності
- Післяпологова депресія та психоз[en]
- Післяпологова кровотеча[en]
- Плодово-материнська кровотеча[en]
- Позаматкова вагітність
- Поліморфний висип вагітності[en]
- Прееклампсія та еклампсія
- Приростання плаценти
- Пруріґо вагітності[en]
- Резус-конфлікт
- Смерть плоду
- Тазовий біль вагітності[en]
- Трофобластична хвороба вагітності[en]
- Холестаз вагітності[en]
- Цефалотазова диспропорція[en]
- HELLP-синдром[en]

## Ускладнення після пологів

### Післяпологовий посттравматичний стресовий розлад (ППТСР)
Дослідження показують, що симптоми посттравматичного стресового розладу, пов'язаного з пологами, є звичайними після пологів, з поширеністю 24–30,1 % через 6 тижнів і зниженням до 13,6 % через 6 місяців. При ускладненнях пологів показники ППТСР зростають.

### Післяпологова кровотеча
Первинна післяпологова кровотеча — це крововтрата після народження плоду понад 500 мл (незначна) або 1000 мл (значна). Вторинна післяпологова кровотеча — це аномальна кровотеча у проміжку часу після 24 години та до 12 тижнів після пологів.
Виникає вналідок зниження тонусу та скорочувальної здатності матки (атонія або гіпотонія): при перерозтягненні матки у зв'язку із багатоводдям, багатопліддям, великим плодом, переповненням сечового міхура, недорозвиненням матки, міомами та наслідки запальних процесів стінок матки.
Дуже часто причиною післяпологових кровотеч є неправильне ведення післяпологового періоду: розминання та масаж черевної стінки та матки, потягування за пуповину до відокремлення плаценти. Погане скорочення матки зумовлене й затримкою частини плаценти. Іноді кровотеча у цей період пов'язана із порушенням механізму зсідання крові — гіпо- та афібриногенемією.
Рідше кров накопичується у порожнині матки, тоді про неї свідчать ознаки гострої анемії та збільшені розміри матки. Шкіра та видимі слизові оболонки бліді, артеріальний тиск низький, пульс частий, запаморочення, дзвін у вухах, потемніння в очах. Особливо небезпечною є крововтрата для жінок, які страждали до пологів на анемію, знижений АТ, нефропатію.

### Післяпологова інфекція (пологова гарячка)
Післяпологові інфекції, відомі як пологова та післяпологова гарячка — це будь-які бактерійні інфекції жіночих репродуктивних шляхів після пологів або викидня. Ознаки та симптоми зазвичай включають гарячку вище 38,0 °C (100,4 °F), озноб, біль внизу живота та, можливо, вагінальні виділення з неприємним запахом. Зазвичай це відбувається після перших 24 годин і впродовж перших 10 днів після пологів. Гарячка може тривати понад 8 днів (тяжкі форми ендометритів, запалення тазової очеревини та клітковини, вен, загальні септичні захворювання).

### Акушерська фістула
Акушерська фістула — медичний стан, при якому в родових шляхах утворюється дірка внаслідок пологів, зазвичай після тривалих ускладнених пологів, і цьому можна запобігти за допомогою своєчасного доступу до кесаревого розтину. Нориця може виникнути між вагіною і прямою кишкою, сечоводом або сечовим міхуром. Може призвести до нетримання сечі і/або калу.

### Розрив промежини
Розрив промежини — це спонтанний (неумисний) розрив шкіри та інших структур м'яких тканин, які відокремлюють вагіну від ануса. Рандомізовані дослідження вказують, що розрив промежини виникає у 85 % випадків вагінальних пологів. Через 6 місяців після пологів 21 % жінок все ще повідомляють про біль у промежині, а 11–49 % повідомляють про сексуальні проблеми або диспареунію.

### Діастаз прямих м'язів живота
Діастаз прямого м'яза — це розходження (рідше розрив) між двома сторонами прямого м'яза живота, який може виникнути в антенатальному і післяпологовому періодах. Стан не пов'язаний із захворюваністю чи смертю.

### Нетримання сечі
Нетримання сечі та калу пов'язують із усіма методами пологів, причому частота випадків нетримання сечі через 6 місяців після пологів становить 3-7 % жінок, а нетримання калу — 1-3 %.

### Ректоцеле
Ректоцеле — дивертикуляційне патологічне випинання прямої кишки в бік вагіни (переднє ректоцеле) або в бік анокуприкових зв'язок (заднє ректоцеле).

### Перинатальна кардіоміопатія
Перинатальна кардіоміопатія — порушення функцій серця, яке виникає в останній місяць вагітності або до 6 місяців після вагітності. Це підвищує ризик застійної серцевої недостатності, серцевих аритмій, тромбоемболії та зупинки серця.

### Післяпологовий тиреоїдит
Післяпологовий тиреоїдит — це тиреоїдит, який спостерігається після вагітності і може включати гіпертиреоз, гіпотиреоз або обидва ці стани, але з послідовним перебігом. Вражає приблизно 5 % усіх жінок впродовж 1 року після пологів.

### Мастит
Післяпологовий мастит — це запалення молочної залози, пов'язане з грудним вигодовуванням. Прояви зазвичай включають місцевий біль і почервоніння. Часто супроводжується гарячкою та загальним болем. Початок, як правило, досить швидкий і трапляється впродовж кількох перших місяців після пологів. Серед ускладнень може бути утворення абсцесу.

### Пролапс тазових органів
Пролапс органів малого тазу виникає, коли матка, сечовий міхур або пряма кишка опускаються нижче тазу, створюючи опуклість у вагіні. Приблизно у 50 % всіх жінок, які народили, спостерігається певний ступінь пролапсу тазових органів, найчастіше у літньому віці і/або в менопаузі.

### Післяпологова депресія
Післяпологова депресія — депресивний епізод від середнього до тяжкого ступеня, який починається будь-коли під час вагітності, або впродовж 4 тижнів після пологів. Вражає 4–20 % вагітних (залежно від визначення). Без лікування післяпологова депресія може тривати місяцями або роками, призводити до суїциду та вбивства немовлят. У 38 % випадків післяпологової депресії жінки все ще перебувають у такому стані через 3 роки після пологів. У 0,2 % вагітних післяпологова депресія призводить до психозу.
Окрім впливу на здоров'я матері, знижує її здатності спілкуватися та доглядати за дитиною, може спричинити проблеми зі сном, їжею та поведінкою дитини.

### Післяпологовий психоз
Післяпологовий психоз є одним із багатьох станів, які можуть виникнути після вагітності або впродовж 6 тижнів післяпологового періоду. Він входить до списку психічних і поведінкових розладів, пов'язаних з вагітністю, пологами або післяпологовим періодом із психотичними симптомами, і включає в себе значні психічні та поведінкові особливості, включно з психотичними симптомами: марення та галюцинації. Симптоми, пов'язані з депресією або манією, також зазвичай присутні.